# لاندير أولاتسكيا
لاندير أولاتسكيا (بالإسبانية: Lander Olaetxea)‏ (12 أبريل 1993 بأباداينو في إسبانيا - ) هو لاعب كرة قدم إسباني في مركز الوسط. لعب مع أتلتيك بيلباو ب وSCD Durango ‏.

## وصلات خارجية
- لاندير أولاتسكيا على موقع Soccerway.com (الإنجليزية)
- لاندير أولاتسكيا على موقع عالم كرة القدم.نت (الإنجليزية)
- لاندير أولاتسكيا على موقع AS.com (الإسبانية)